# Nagykanizsa
Nagykanizsa (en alemany: Großkirchen, Groß-Kanizsa, en croat: Kaniža, en turc: Kanije o Khanize, en serbi: Velika Kanjiža o Велика Кањижа) és una ciutat mitjana de la província de Zala (Hongria), té una extensió de 148,40 km² i una població de 50.540 habitants (2009).

## Història
El nom de Kanizsa ve de la llengua eslava (Knysa) que significa "pertanyent a un príncep". Es va esmentar per primera vegada l'any 1245. La Família Kanizsai, una família noble, va fer edificar un castell rectangular en un illot del Riu Kanizsa.
La ciutat i el castell va tenir el seu apogeu a principis del segle xvi, quan Kanizsa es va convertir en un centre de comerç amb Itàlia i Estíria.
Szigetvár i Kanizsa es van convertir en els principals bastions del sud-oest d'Hongria. Quan els exèrcits otomans van prendre el castell l'any 1571, els habitants van fugir de la ciutat. La fortalesa fou confiada a Tiryaki Hasan Pasha junt amb les fortaleses Szigetvár, Eszék, Siklos i Pécs. Els austríacs la van atacar el 1601 per intentar recuperar-la però foren rebutjats. Durant la guerra de la Sagrada Lliga (1648-1699) es va rendir als imperials el 1690.
La ciutat va perdre la seva importància estratègica després de la sortida dels otomans i el Consell de Guerra de Viena va fer demolir el castell l'any 1702. A principis del segle xviii, els senyors van fer venir alemanys, croats i serbis per repoblar la ciutat deserta.
L'any 1765 Lluís Batthyány, Nador d'Hongria, va convidar als Escolapis, que van obrir una escola i la universitat. La primera escola de negocis del Transdanubi va ser oberta a Nagykanizsa, es va convertir en una Universitat l'any 1895. Molts exalumnes d'aquesta Universitat es van fer famosos com Benedek Virag, Pál Király, Ferenc Deák, Károly Kaan, Sándor Hevesi i Ferenc Mezo.
Nagykanizsa va iniciar una nova fase d'intens desenvolupament en la dècada de 1860. El tren que connecta amb Nagykanizsa, Viena, Budapest i Rijeka es va construir en aquest moment. Es va desenvolupar la indústria i els bancs: quatre bancs regionals, el Banc Austro-Hongarès i un banc Anglo-Hongarès van obrir oficines a la ciutat. La línia telefònica va ser inaugurada el 1895. També va ser inaugurat aquest any un hospital.
Diverses casernes van ser construïdes durant la Primera Guerra Mundial. Això va fer necessària la construcció d'una xarxa de distribució d'aigua. Kanizsa va esdevenir una ciutat moderna, amb un clavegueram i carrers pavimentats. Tanmateix, el Tractat de Trianon, en concloure la Primera Guerra Mundial, va tenir conseqüències desastroses per a la ciutat. Kanizsa es va convertir en una ciutat fronterera separada de la seva àrea d'influència cap al sud i l'oest. Afortunadament, als anys 30, el descobriment de dipòsits de petroli pel Eurogasco (European Gas and Electric Company) va permetre a la ciutat recuperar-se. Nagykanizsa es va convertir en el principal centre de producció de petroli a Hongria.
La cerveseria Kanizsa va recuperar la seva reputació de produir una de les millors cerveses del país. Kanizsa Trend va créixer i es va convertir en un fabricant de mobles conegut a tot Europa. L'empresa de llums que es va convertir en Tungsram va ser fundada el 1965. En l'actualitat pertany a General Electric i constitueix una les principals plantes de fabricació de bombetes al món. El Parc Károlyi, belles places i un llac per practicar el piragüisme són alguns dels atractius de Kanizsa.